# 博泰蒂河
21°16′16″S 24°47′42″E / 21.2711°S 24.7949°E

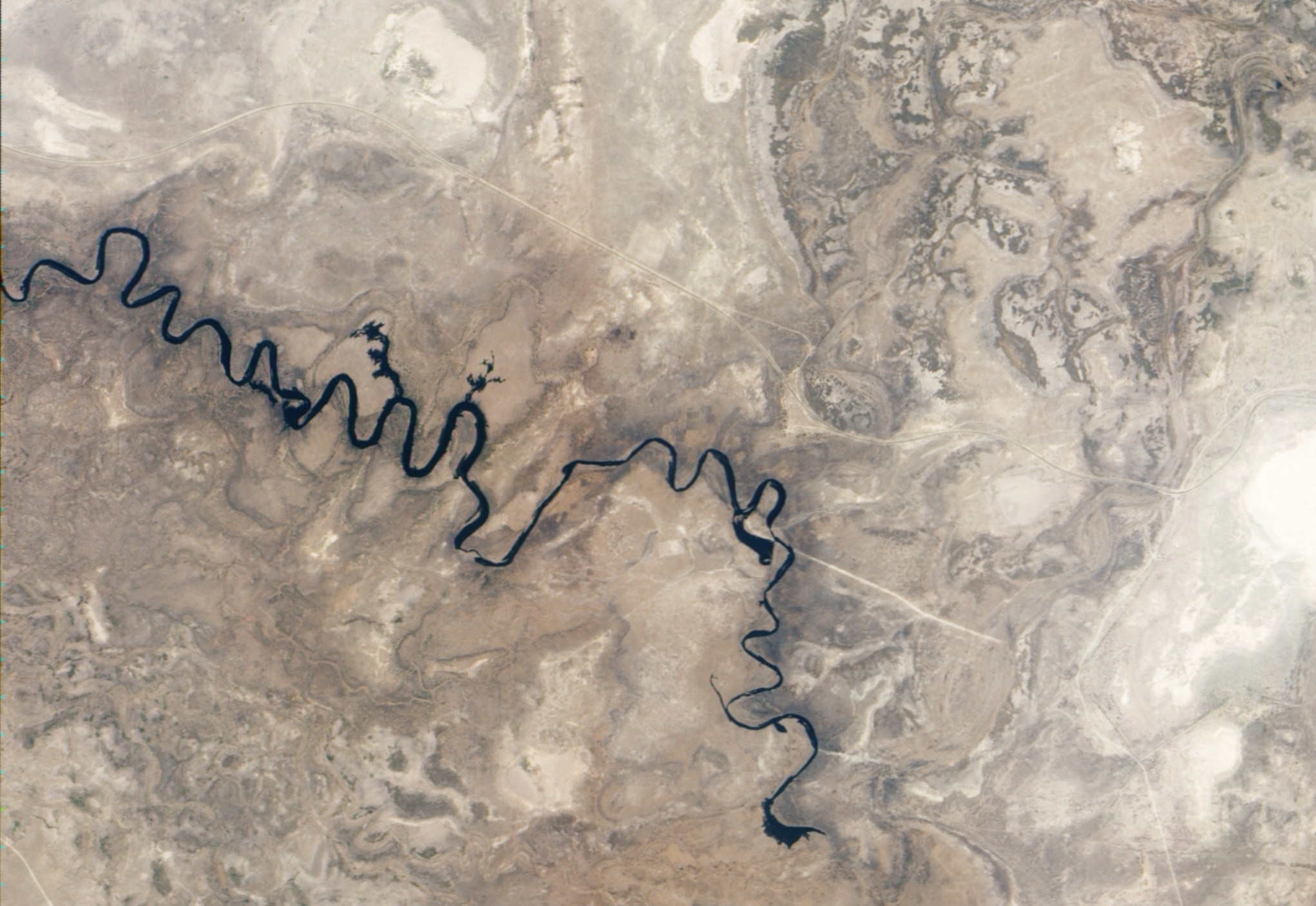

博泰蒂河是博茨瓦納的河流，位於該國北部，處於奧卡萬戈三角洲，河道全長1,700公里，河口處在馬翁，該河下流地區在20世紀早期和中期是主要的糧食產區。